# كأس اليونان 1971–72
كأس اليونان 1971–72 (باليونانية: Κύπελλο Ελλάδος ποδοσφαίρου ανδρών 1971-72)‏ هو الموسم 30 من كأس اليونان. أشرف على تنظيمه الاتحاد الإغريقي لكرة القدم، وكان عدد الأندية المشاركة فيه 76، وفاز فيه نادي باوك.